# Château du Val-d'Arques
Le château du Val-d'Arques est une demeure du XVIIe siècle qui se dresse sur le territoire de la commune française de Saint-Eustache-la-Forêt, dans le département de la Seine-Maritime, en région Normandie.
Le château, propriété privée non ouvert à la visite, est partiellement classé au titre des monuments historiques.

## Localisation
Le château est situé sur la commune de Saint-Eustache-la-Forêt, dans le département français de la Seine-Maritime.

## Historique
Le château est construit vers 1612 par David Deschamps, seigneur du Val d'Arques, commissaire de la Marine du Ponant. En 1644, il est acquis par les Fontaine et, en 1755, il est acquis par Étienne Martin de Boisville. 
En 1970, pratiquement à l'état de ruine, il est acquis par M. Gabriel Beuriot qui s'employa, avec Charles Clément-Grandcourt, à sa restauration.

## Description
Le château est un bon exemple du style Henri IV-Louis XIII dans le pays de Caux. Ce petit édifice arbore des façades de briques, décorées de croisillons sombres, sur lesquelles se détachent grès, pierre blanche et silex taillés.

## Protection
Les façades et toitures du château et des cinq bâtiments agricoles en dépendant : charreterie, étable, grange, pigeonnier et puits sont classés au titre des monuments historiques par arrêté du 12 avril 1972.